# Albin z Angers
Albin z Angers, fr. Aubin d’Angers (ur. ok. 468 w Vannes, zm. 1 marca 550 lub 549 w Angers) – święty Kościoła katolickiego, biskup, mnich.

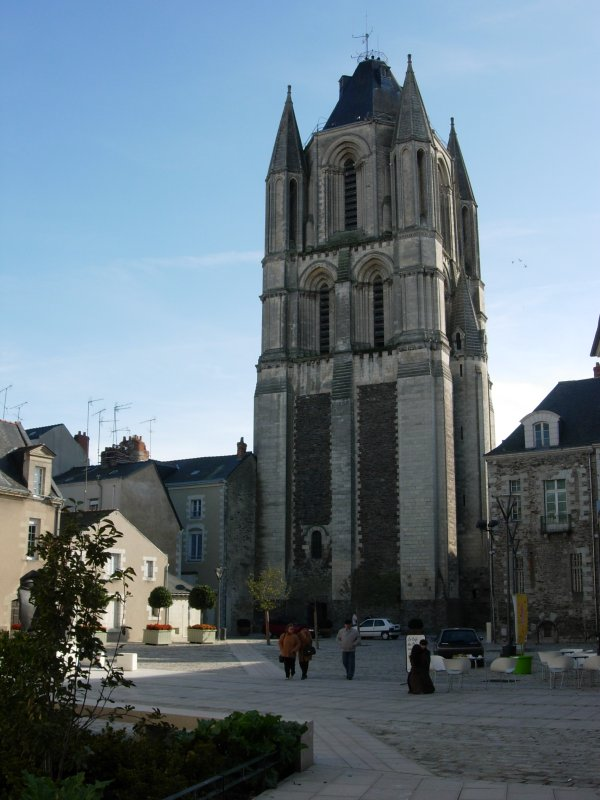
Kościół Saint-Aubin w Angers

Albin pochodził z rodziny szlacheckiej. Do zakonu wstąpił w 504 roku i przez 25 lat był mnichem i pełnił obowiązki opata. Od 529 pełnił obowiązki biskupa Angers. Uczestniczył w synodach, które odbyły się w Orleanie w 538, 541 i 549 roku. Jego działalność doprowadziła do przywrócenia dyscypliny kościelnej na terenach podległej mu diecezji. Występował za wprowadzeniem kary za związki kazirodcze, w obronie biednych i więźniów. Pochowany został w kościele św Piotra w Angers.

## Kult
W 556 roku relikwie św. Albina przeniesiono do krypty w kościele Saint-Aubin w Angers.
Jest patronem Angers i miejscowości, które swe nazwy wzięły od jego imienia.
Jego wspomnienie liturgiczne w Kościele katolickim obchodzone jest 1 marca.
W ikonografii przedstawiany jest w habicie zakonnym, jego atrybuty nawiązują do dokonanych cudów i są to paralityk lub ślepiec, któremu święty przywraca wzrok.